# Ala Littoria
L'Ala Littoria S.A. fu la prima compagnia aerea di linea italiana di proprietà statale ed effettuava servizi di trasporto passeggeri e servizi postali.

## Storia

### Dalla fondazione al 1940
Il 28 ottobre 1934, giorno del XII° anniversario della Marcia su Roma, fu adottata la denominazione Ala Littoria, il cui nome - pare - fu suggerito dallo stesso Benito Mussolini.
Fu il risultato della trasformazione finale della Società Aerea Mediterranea con sede a Roma, che aveva già incorporato Società Anonima Navigazione Aerea (S.A.N.A.) con sede a Genova e Società Italiana Servizi Aerei (S.I.S.A.) di Trieste. Al momento della fondazione la flotta delle precedenti aerolinee era costituita da una varietà di velivoli come gli Junkers G 24 ed F 13, gli idrovolanti Dornier Do J Wal e Do R Superwal, gli italiani Savoia-Marchetti S.55, Savoia-Marchetti S.66 e gli olandesi Fokker F.VIIb/3m.
L'elevato numero di idrovolanti era dovuto alla semplicità di utilizzare, come piste di atterraggio, i numerosi fiumi e specchi d'acqua di cui è naturalmente provvista l'Italia e gran parte dell'Europa. Tuttavia, con il procedere degli anni, gli aeroporti convenzionali crebbero in numero ed importanza. Per poter continuare ad essere concorrenziali con le altre aerolinee, Ala Littoria cominciò ad incorporare aerei terrestri, cosicché i nuovi Savoia-Marchetti S.M.73, progettati inizialmente come bombardieri ma riconvertiti ad uso civile, entrarono a far parte della flotta.
Nel 1937 la SIAI-Marchetti realizzò un nuovo aereo di maggiori dimensioni, dotato di carrello retrattile e in grado di fornire migliori prestazioni, il Savoia-Marchetti S.M.75, capace di trasportare 24 passeggeri. Con questo nuovo velivolo, Ala Littoria sviluppò tutte le rotte più impegnative e decentrate, particolarmente la cosiddetta Linea dell'Impero che univa con quattro voli settimanali Roma con Bengasi ed Addis Abeba.
Nel 1939 costituì la sussidiaria Linee Aeree Transcontinentali Italiane (LATI) per i voli a lungo raggio.

### Gli anni della guerra (1940-1945)
Con l'ingresso dell'Italia nella seconda guerra mondiale i voli civili furono soppressi e, nel 1941, lo Stato Maggiore della Regia Aeronautica impose la militarizzazione dell'aviazione civile che passò sotto il controllo del Comando Servizi Aerei Speciali (CSAS).

L'idrovolante Macchi M.C.94 marche I-NEPI

## Flotta
All'inizio del 1939 Ala Littoria poteva contare complessivamente su una flotta di un centinaio di velivoli tra idrovolanti e aerei terrestri così suddivisa:
Idrovolanti e anfibi
- 14 CANT Z.506
- 4 CANT 10
- 8 Macchi MC.94
- 16 Savoia-Marchetti S.66
- Dornier Do J

Velivoli terrestri
- 1 Beechcraft 17
- 4 Breda 44
- 1 Caproni Ca.97
- 12 Caproni Ca.133
- 4 Fokker F.VII
- 3 Savoia-Marchetti S.71
- 18 Savoia-Marchetti S.73
- 3 Savoia-Marchetti S.74
- 21 Savoia-Marchetti SM.75
- 2 Savoia-Marchetti SM.79
- 3 Savoia-Marchetti SM.83

## Galleria d'immagini

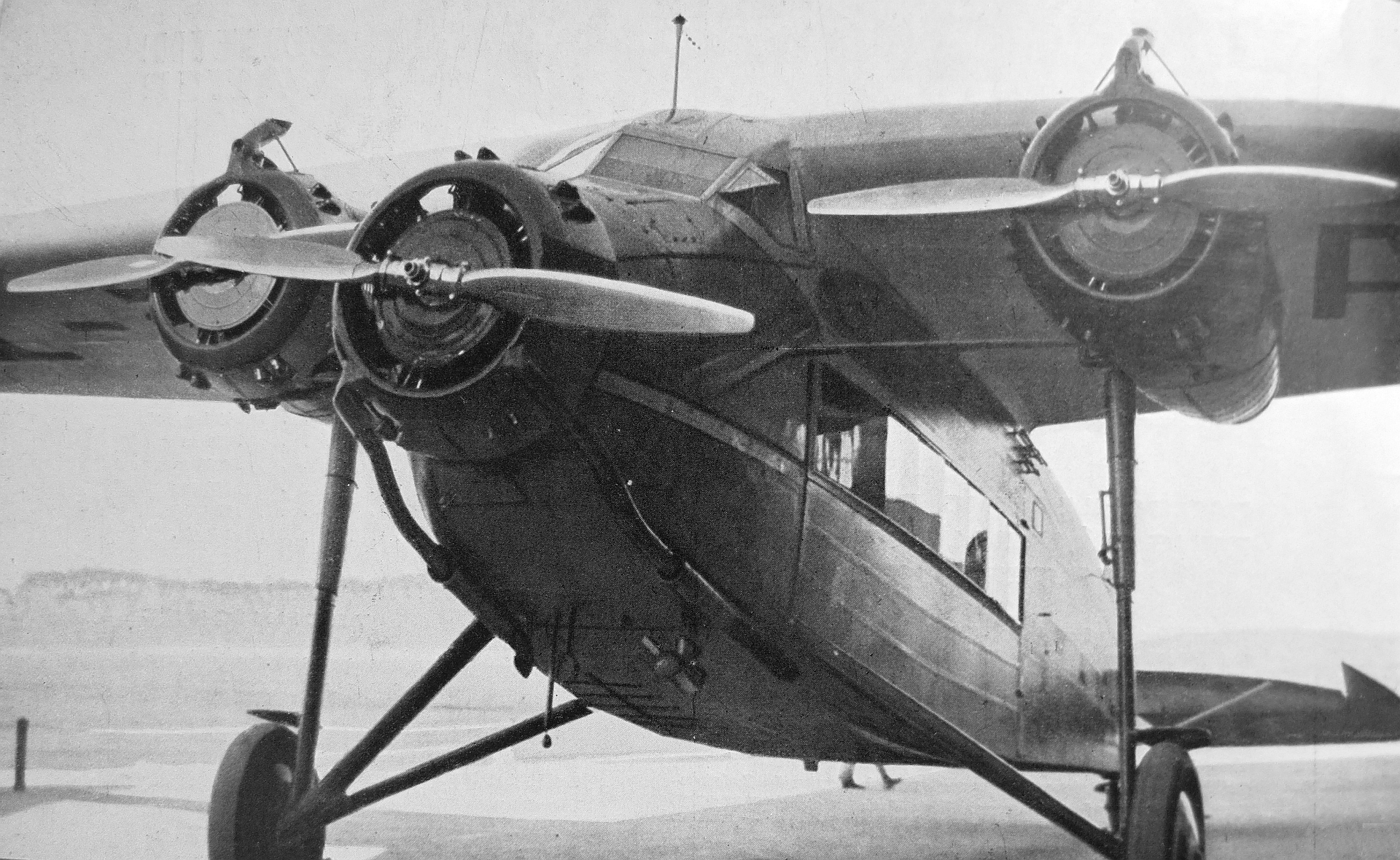
Savoia-Marchetti S.71
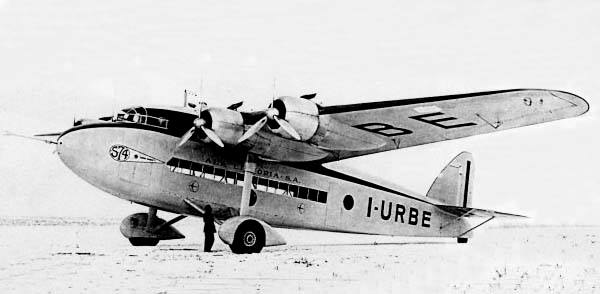
Savoia-Marchetti S.74 immatricolato I-URBE
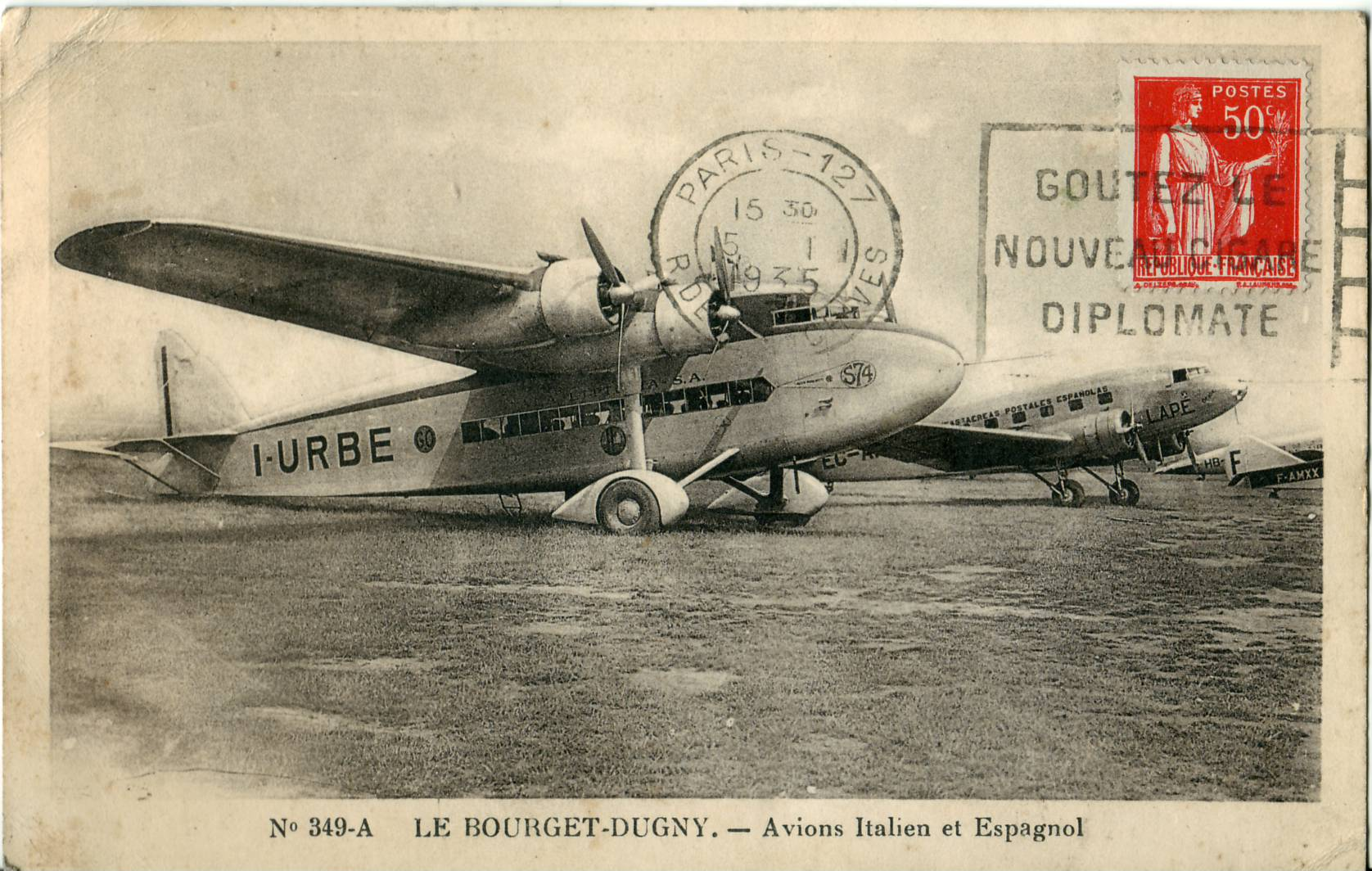
Savoia-Marchetti S.74 I-URBE In una cartolina dell'aeroporto Le Bourget di Parigi
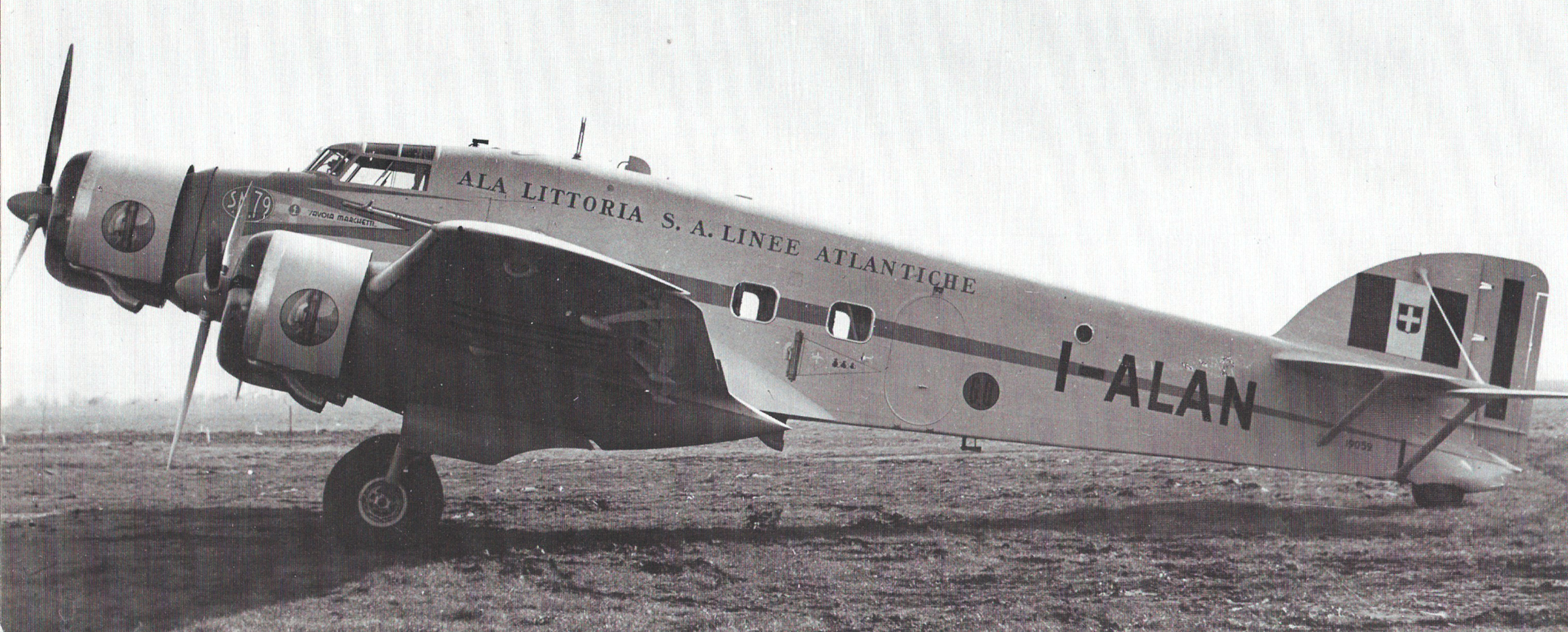
Il Savoia-Marchetti S.M.79 immatricolato I-ALAN utilizzato da LATI per la rotta Italia-Brasile
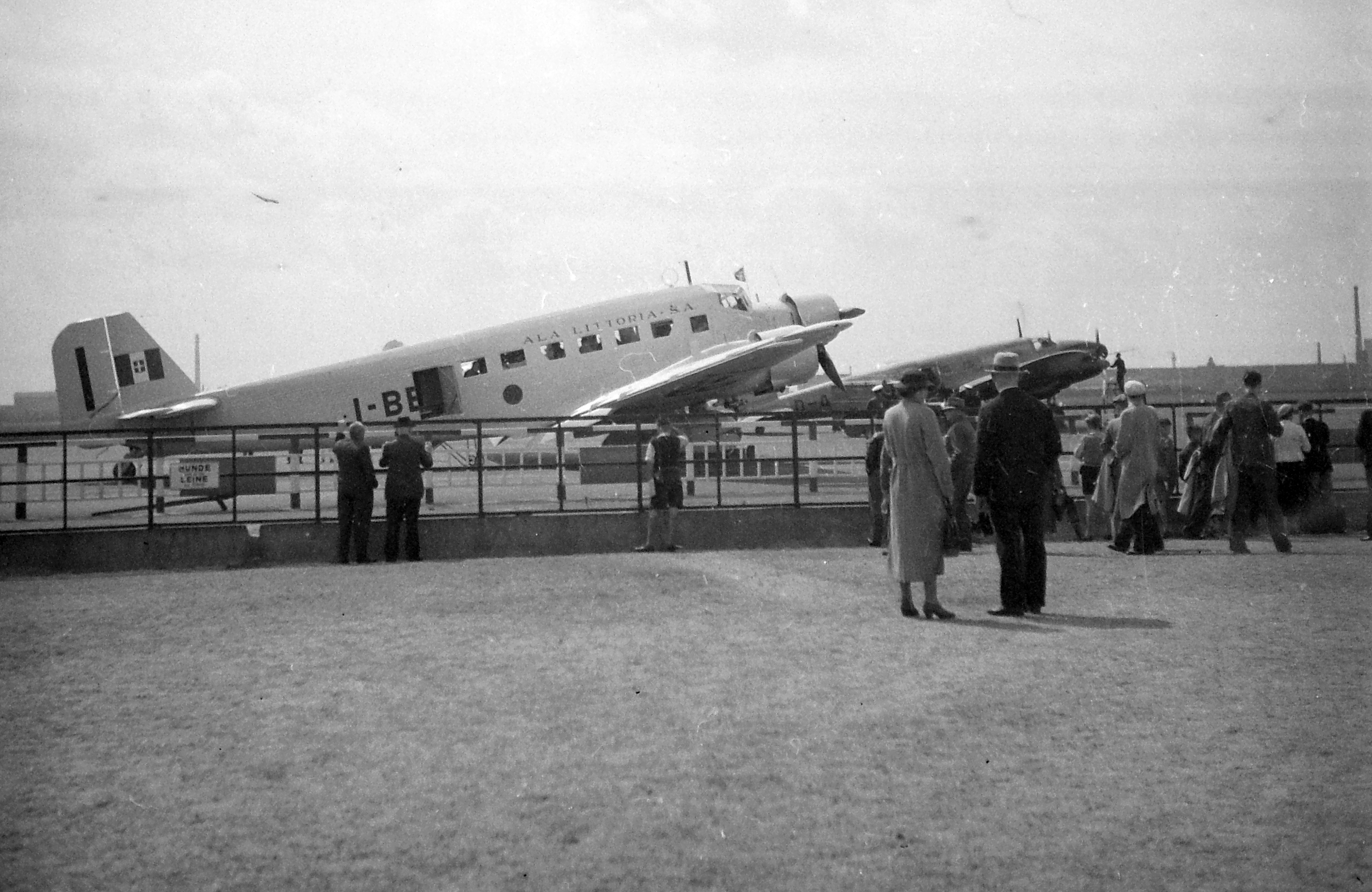
Junkers Ju.52 nel'aeroporto Tempelhof di Berlino